# San Jose Earthquakes 1974
Questa pagina raccoglie i dati riguardanti i San Jose Earthquakes nelle competizioni ufficiali della stagione 1974.

## Stagione
La neonata franchigia venne affidata allo jugoslavo Ivan Toplak, che formò una squadra con un'ossatura di esperti giocatori provenienti dalla Jugoslavia, integrata da giocatori statunitensi e britannici. Prima scelta nel draft fu lo statunitense Mark Demling, proveniente dai St. Louis Billikens.
La squadra ottenne il secondo posto nella Western Division, riuscendo ad accedere ai play off, da cui furono eliminati al primo turno dai texani del Dallas Tornado. Nel corso della stagione Toplak, dato che dovette temporaneamente tornare nel paese natio, fu sostituito da Momčilo Gavrić, che ricoprì così il ruolo di allenatore-giocatore. 
Capocannoniere delle squadra fu Paul Child con quindici reti.

## Organigramma societario
Area direttiva
Area tecnica
- Allenatore: Ivan Toplak, poi Momčilo Gavrić

## Rosa
| N. |                        | Ruolo | Calciatore       |
| -- | ---------------------- | ----- | ---------------- |
| 1  | Jugoslavia (bandiera)  | P     | Mirko Stojanović |
| 2  | Stati Uniti (bandiera) | D     | Buzz Demling     |
| 3  | Inghilterra (bandiera) | D     | Laurie Calloway  |
| 4  | Stati Uniti (bandiera) | D     | Mark Demling     |
| 5  | Jugoslavia (bandiera)  | D     | Momčilo Gavrić   |
| 6  | Stati Uniti (bandiera) | A     | Mani Hernandez   |
| 7  | Giamaica (bandiera)    | A     | Art Welch        |
| 8  | Stati Uniti (bandiera) | C     | Johnny Moore     |
| 9  | Haiti (bandiera)       | A     | Ernie Racine     |
| 9  | Stati Uniti (bandiera) | C     | Davit Çoşkun     |
| 10 | Stati Uniti (bandiera) | A     | Paul Child       |

| N. |                        | Ruolo | Calciatore         |
| -- | ---------------------- | ----- | ------------------ |
| 11 | Stati Uniti (bandiera) | A     | Boris Bandov       |
| 12 | Jugoslavia (bandiera)  | A     | Mihalj Mesaroš     |
| 13 | Scozia (bandiera)      | C     | Davie Kemp         |
| 14 | Stati Uniti (bandiera) | A     | Archie Roboostoff  |
| 15 | Polonia (bandiera)     | D     | Dieter Zajdel      |
| 16 | Spagna (bandiera)      | D     | Gonzalo Pérez Vega |
| 17 | Jugoslavia (bandiera)  | D     | Milan Čop          |
| 18 | Turchia (bandiera)     | P     | Mustafa Sabankaya  |
| 21 | Stati Uniti (bandiera) | P     | Mike Ivanow        |
|    | Jugoslavia (bandiera)  | A     | Stevan Ostojić     |